# 双山路
雙山路是中華人民共和國上海市普陀区一條南北走向道路，南起交通路，北至新村路。道路全长687米，始建於1953年，最初名為陇山路。1980年更名為雙山路，道路名稱來自於中華人民共和國吉林省四平市雙遼市雙山鎮。